# 빔 라이플
빔 라이플(영어: beam rifle, 일본어: ビームライフル)은 애니메이션 《건담 시리즈》에 등장하는 가공의 병기이다. 모빌 슈트(MS)의 표준적인 무장의 하나로 가장 주력이 되는 무기이다.
《기동전사 건담》에서 건담의 주무장으로 등장한 이후로 모빌 슈트들의 단골 무장으로 자리 잡았다. 동시대에 제작된 로봇 애니메이션들에서 등장하는 무적의 필살 무기와는 달리 작품 중에서 에너지가 떨어져 궁지에 몰리는 등 "운용"의 개념을 담은 묘사는 《기동전사 건담》이라는 작품에 특별한 리얼리티를 부여하는 요소 중 하나이기도 했다. 《기동전사 건담》을 비롯한 우주세기 이외의 세계관을 가지는 건담 시리즈들도 포함하여 대부분의 건담 시리즈에 등장하고 있으며, 건담 시리즈를 대표하는 무기이다.

## 같이 보기
- 빔 사벨

## 주해
1. ↑  예외적으로 《기동전사 건담 철혈의 오펀스》의 P.D.(Post Disaster) 세계에서는 300년 전에 대인 무기로 빔 병기가 사용되고 기술이 사장된 후, 모빌 슈트의 사격 무장은 극히 일부의 레일건 이외에는 화기가 주무장이 되고 있다.